# Bjørnar Valstad
Bjørnar Valstad (né le 27 avril 1967) est un athlète d'orientation norvégien qui a gagné 4 médailles aux Championnats du Monde d'orientation.
Il a pris sa retraite de la course d'orientation internationale à la fin de la saison 2004, où il est devenu champion du monde dans les catégories des longues distances et des relais. Malgré ceci, il a manqué de faire la finale de la Coupe du Monde, qui se déroulait alors en Allemagne.
Valstad a couru et est l'entraîneur du club Bækkelagets SK à Oslo. Il a précédemment représenté les clubs se Nydalens SK, NTHI et IL Stjørdals-Blink. Depuis 2007, il est le secrétaire général du Norges Orienteringdforbund.
Il est marié à Hanne Staff.

## Récompenses et médailles

### Championnats du monde d'orientation
| Épreuve / Édition | Mariánské Lázně 1991 | Detmold 1995 | Grimstad 1997 | Inverness 1999 | Tampere 2001 | Rapperswill/Jona 2003 | Västerås 2004 |
| Moyenne distance  | 11e                  | Bronze       | Bronze        | 10e            | 24e          | Argent                | -             |
| Longue distance   | 15e                  | 22e          | 25e           | Or             | 4e           | 6e                    | Or            |
| Relais            | Argent               | 4e           | Bronze        | Or             | Argent       | -                     | Or            |

### Championnat d'Europe d'orientation
- , Distance classique, 2002, Hongrie
- , Distance classique, 2000, Ukraine

### Coupe du Monde d'orientation
- Premier à la Coupe du Monde individuelle en 2002
- Troisième à la Coupe du Monde individuelle en 1998
- , Distance classique, 2002, Suisse
- , Distance en sprint, 2002, Norvège
- , Distance classique, 1998, Irlande
- , Distance courte, 2002, Suède
- , Distance classique, 1998, Grande-Bretagne
- , Distance classique, 1998, Estonie
- , Distance classique, 1996, Lituanie
- , Évènement classique, 2002, République tchèque
- , Distance courte, 1998, Grande-Bretagne
- , Distance classique, 1998, Pologne
- , Distance courte, 1998, Finlande

### Jeux mondiaux
- , Relais, 2001, Japon

## Source
- (en) Cet article est partiellement ou en totalité issu de l’article de Wikipédia en anglais intitulé « Bjørnar Valstad » (voir la liste des auteurs).